# Tribunal suprem d'Eslovènia
El Tribunal Suprem de la República d'Eslovènia (Vrhovno sodišče Republike Slovenije) és, segons l'article 127 de la Constitució, el tribunal més alt d'Eslovènia. La seva seu és a Ljubljana. L'actual president del tribunal és Damijan Florjančič. Les decisions del Tribunal Suprem poden ser revisades pel Tribunal Constitucional si es vulneren els drets humans, garantits per la Constitució o pel Conveni Europeu de Drets Humans.
Els jutges del Tribunal Suprem gaudeixen d'un mandat permanent.

## Història
El Tribunal Suprem de la República d'Eslovènia es va establir formalment el 23 de desembre de 1991. A la pràctica, el Tribunal Suprem funciona des del 25 de juny de 1991, quan Eslovènia es va independitzar de Iugoslàvia.